# Tobias Rehberger
Tobias Rehberger (Esslingen am Neckar, 2 juni 1966) is een Duits beeldend kunstenaar. Hij studeerde bij Thomas Bayrle en Martin Kippenberger aan de Stadelschule in Frankfurt am Main, waar hij nu zelf les geeft.

## Werk
Voor zijn deelname aan de Making Worlds tentoonstelling op de Biënnale van Venetië in 2009 kreeg hij de Golden Lion Award for Best Artist. In Nederland nam hij een deel van de uitbreiding van het Park Vijversburg te Tietjerk voor zijn rekening ("Ooievaarsnest"). De titel van zijn kunstwerk is "Getting lost on the way home, finding ways in the nothingness".
In december 2011 onthulde hij het openbare beeld Obstinate Lighthouse, in opdracht van de stad Miami Beach. In 2012 kreeg hij de opdracht om een projectruimte van 65 vierkante meter te ontwerpen in het Leeum, Samsung Museum of Art in Seoul, Korea.  
In 2016 heeft Rehberger een exclusieve collectie portemonnees en tassen ontworpen voor het Duitse modemerk MCM .

## Galerij

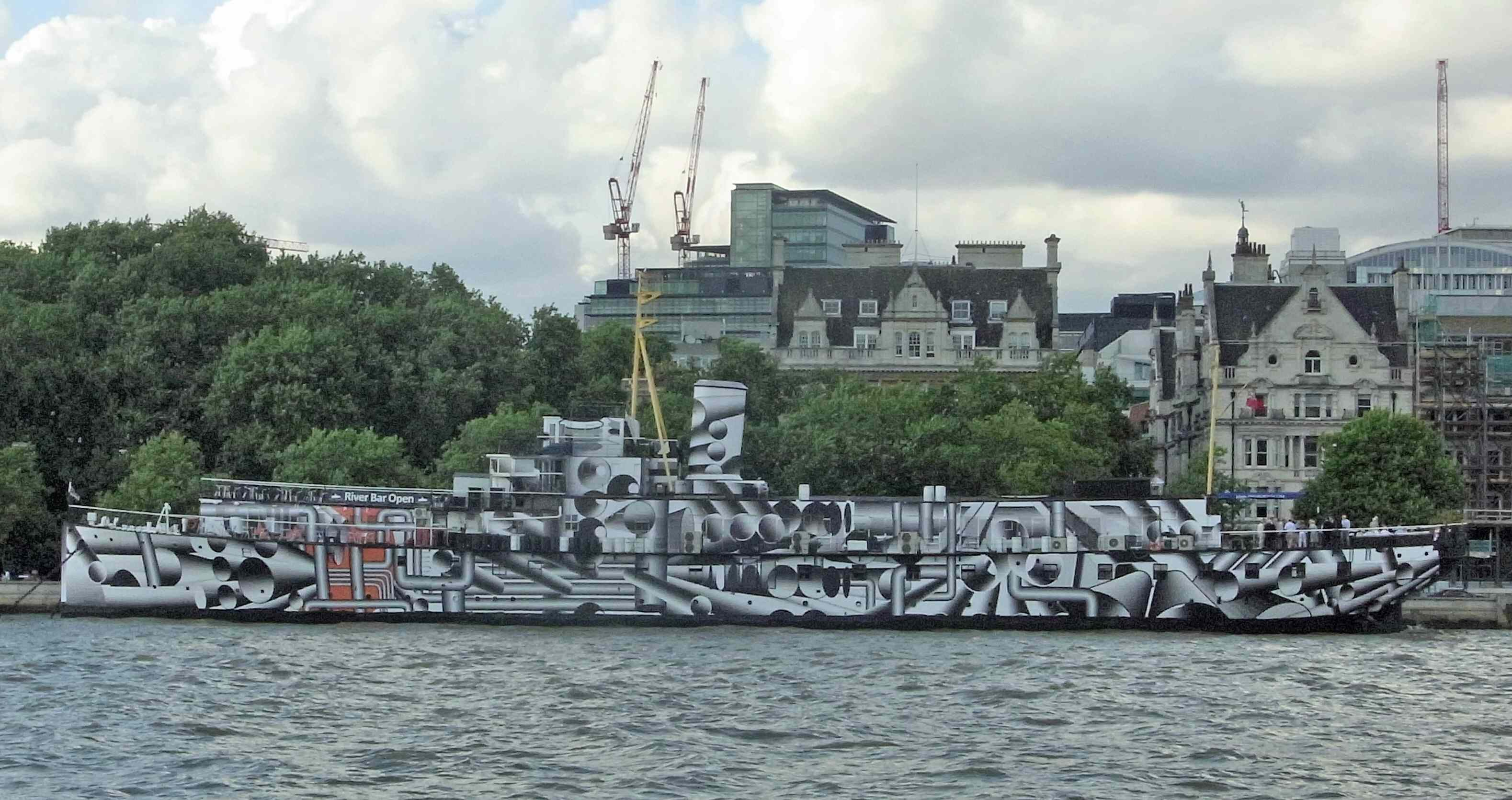
Dazzle Ship London (2014)
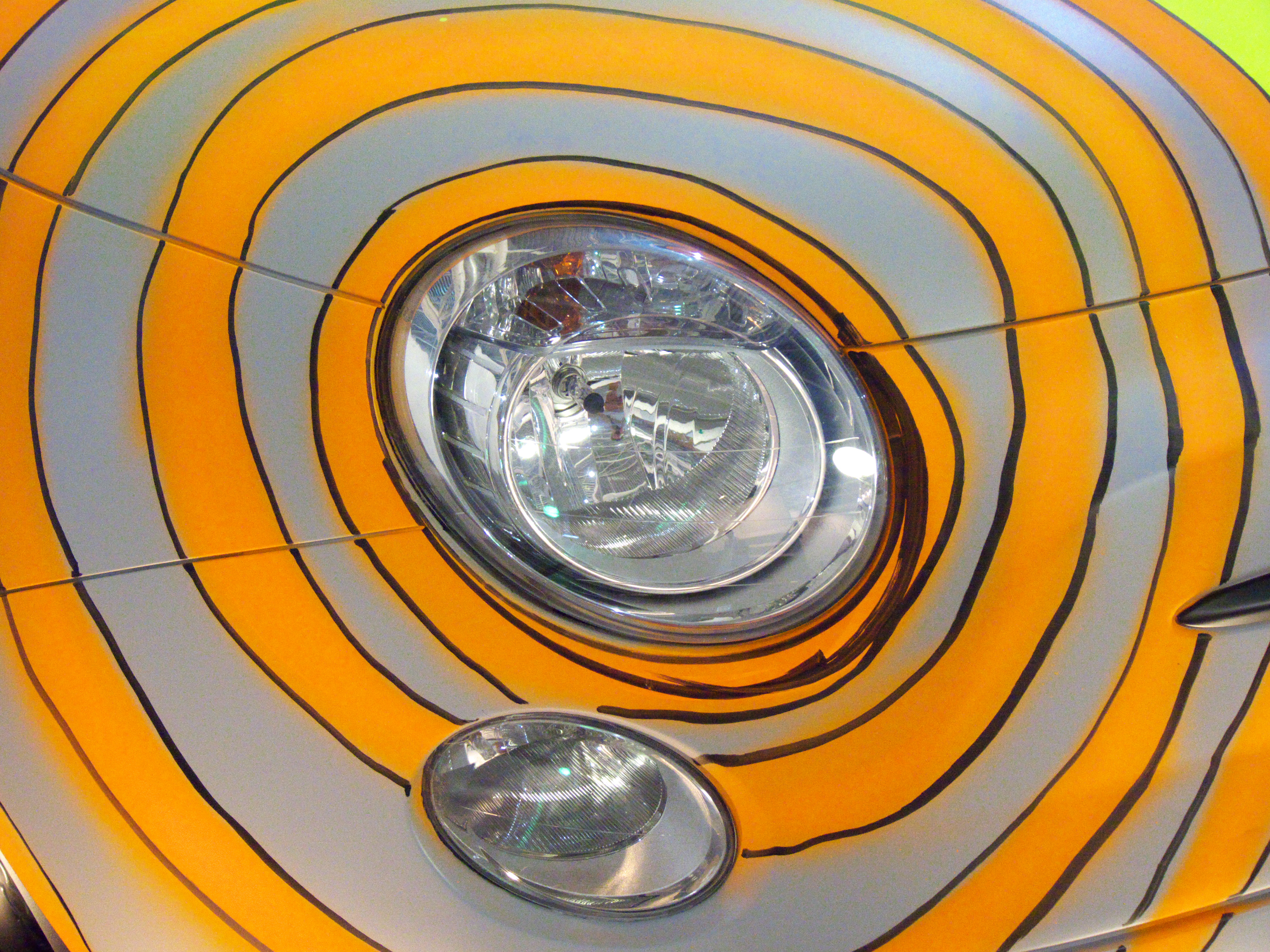
500, Artissima 17, 2010

## Exposities (selectie)
- Kunsthalle Basel 1998
- Moderna Museet, Stockholm, 1998
- Sprengel Museum, Hannover 1998
- Geläut - bis ich's hör. . . , Museum für Neue Kunst, Karlsruhe, 2002
- Bitte ... danke, Galerie der Stadt Stuttgart, 2003/2004
- Private matters Whitechapel Gallery, Londen, 2004
- Cancelled projects, Museum Fridericianum, Cassel, 1995
- Home and away and outside installation, Schirn Kunsthalle, Frankfurt, 2014
- New York Bar Oppenheimer, Hotel Americano, New York, 2013
- Dazzle Ship London, HMS President, Londen, 2014